# Rumeltshausen
Rumeltshausen ist ein Gemeindeteil der Gemeinde Schwabhausen im Landkreis Dachau in Oberbayern. 

## Lage
Das Kirchdorf liegt circa eineinhalb Kilometer östlich von Schwabhausen und ist über die Kreisstraße DAH 10 zu erreichen.

## Gemeinde
Durch das zweite Gemeindeedikt von 1818 entstand die politische Gemeinde Rumeltshausen. Ihr gehörten vor der Gebietsreform in Bayern auch Stetten und Unterhandenzhofen an.
Die Gemeinde wurde am 1. Juli 1971 nach Schwabhausen eingegliedert.

## Baudenkmäler
Siehe auch: Liste der Baudenkmäler in Rumeltshausen
- Katholische Filialkirche St. Laurentius